# Epiteli de revestiment
L'epiteli de revestiment és l'epiteli que recobreix les superfícies de la resta de teixits a l'organisme. L'altre tipus funcional principal és l'epiteli glandular.
La classificació d'aquests epitelis varia en funció de diversos criteris.

## Segons el nombre de capes cel·lulars
- Epiteli simple, d'una capa
- Epiteli estratificat, amb diverses capes
- Epiteli subestratificat, amb una sola capa de cèl·lules de les quals totes descansen sobre la làmina basal, però no totes arriben a arribar a la superfície.

## Segons la forma de la cèl·lula de la capa superficial
- Epiteli pla pavimentós. Són cèl·lules allargades, aplanades i el nucli també aplanat.
- Epiteli cuboïdal. Igual altura que amplària amb un nucli rodó.
- Epiteli cilíndric o prismàtic. Cèl·lules més llargues que amples, nucli ovalat. El cas de l'epiteli pigmentari de la retina

## Especialitzacions superficials
- Diferenciacions de la membrana plasmàtica de la capa lliure

1. Epiteli amb vora en xapa o raspall
2. Epiteli ciliat
3. Epiteli amb estereocilis

- Substàncies químiques

1. Cutícula secretada
2. Epiteli queratinitzat (amb ceratina)